# Беркович, Александр Зейликович
Александр Зейликович Беркович (15 марта 1891, Херсон — 7 января 1951, Монреаль) — художник театра, живописец.

## Биография
Александр Беркович родился в 1891 году в семье сапожника-еврея. Учился в течение трёх лет в Школе искусств и ремёсел «Бецалель» в Иерусалиме, затем в Мюнхене, в Одессе (в 1919 году) и, возможно, Санкт-Петербурге.
Работал декоратором в одесских театрах. В 1919 году оформлял в Одессе постановки в Камерном театре К. Миклашевского и в театре Н. Собольщикова-Самарина.
В 1922 году, проживая в Москве, женился на уроженке Херсона Брайне Аврутик (1894—1956).
В 1923 году переехал в Ашхабад, где организовал художественную школу и преподавал в ней.
В 1926 году через Ригу эмигрировал в Монреаль. Там вошёл в созданную в 1938 году Восточную группу художников (Eastern Group of Painters).
В 1942 году ушёл из семьи. Хотя и имел некоторую известность, умер в бедности.
Основная часть его работ с 2010 года хранится в Фонде «Украинский авангард». Созданная в 1948 году картина на русскую тему «Петрушка» — в Национальной галерее Канады.

## Семья
- Сильвия Эри (род. в 1923) — канадская художница.
- Нинель (род. в 1925)
- Сакван Беркович (род в 1933) — профессор литературы Гарвардского университета.

## Участие в выставках
- 2-й Салон В. А. Издебского (1911) — по утверждению сына (документальные подтверждения отсутствуют).
- 2-я Весенняя выставка картин в Одессе (1913).
- «Перша виставка картин, графіки, скульптури художників м. Одеси» (1934)
- «Одесские парижане» (из коллекции Якова Перемена) — Музей русского искусства им. Марии и Михаила Цетлиных в Рамат-Гане (2006).